# تابع پله‌ای

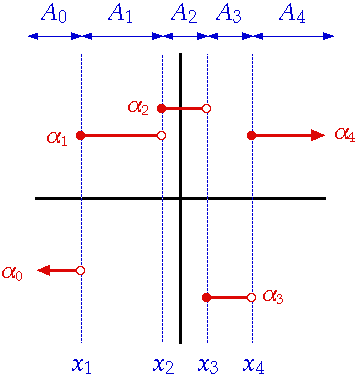
مثالی از یک تابع پله‌ای (خط قرمز). این تابع پله پیوسته از راست است.

در ریاضیات یک تابع بر روی اعداد حقیقی تابع پله خوانده می‌شود اگر بتوان آن را به صورت ترکیب خطی متناهی از توابع مشخصهٔ بازه‌ها نوشت. به زبان ساده‌تر، یک تابع پله یک تابع ثابت تکه‌ای است با تعداد تکه‌هایی متناهی.

## تعریف و نتایج ابتدایی
تابعی مثل {\displaystyle f:\mathbb {R} \rightarrow \mathbb {R} }، یک تابع پله خوانده می‌شود اگر بتوان آن را به شکل زیر نوشت
برای تمام اعداد حقیقی {\displaystyle x}{\displaystyle f(x)=\sum \limits _{i=0}^{n}\alpha _{i}\chi _{A_{i}}(x)\,}
که {\displaystyle n\geq 0} و {\displaystyle \alpha _{i}\,} اعداد حقیقی، {\displaystyle A_{i}} فاصله، و {\displaystyle \chi _{A}\,}
تابع مشخصه {\displaystyle A} هستند:
{\displaystyle \chi _{A}(x)={\begin{cases}1&{\mbox{if }}x\in A,\\0&{\mbox{if }}x\notin A.\\\end{cases}}}
در این تعریف، فاصله‌های {\displaystyle A_{i}} را می‌توان دارای خواص زیر دانست:
1. فاصله‌ها گسسته هستند، {\displaystyle A_{i}\cap A_{j}=\emptyset } برای {\displaystyle i\neq j}
2. اتحاد فاصله‌ها برابر کل خط حقیقی (محور حقیقی) است، {\displaystyle \cup _{i=0}^{n}A_{i}=\mathbb {R} .}.

در واقع، اگر نقطه شروعمان متفاوت باشد، می‌توان مجموعه‌ای از فاصله‌های مختلف را در نظر گرفت که فرض‌ها در مورد آن‌ها صدق کنند. برای مثال، تابع پله
{\displaystyle f=4\chi _{[-5,1)}+3\chi _{(0,6)}\,}
را می‌توان به شکل زیر نوشت

### f=0χ(−∞,−5)+4χ[−5,0]+7χ(0,1)+3χ[1,6)+0χ[6,∞).{\displaystyle f=0\chi _{(-\infty ,-5)}+4\chi _{[-5,0]}+7\chi _{(0,1)}+3\chi _{[1,6)}+0\chi _{[6,\infty )}.\,}تغییرات و تعاریف
گاهی، بازه‌ها لازم است که به سمت راست باز شوند یا مجاز به مجموعه تک‌عضویی باشند. این شرط که مجموعه بازه‌ها باید متناهی باشد، اغلب حذف می‌شود، به‌ویژه در ریاضیات مدرسه،  اگرچه هنوز باید به صورت محلی متناهی باشد، که منجر به تعریف توابع ثابت تکه‌ای می‌شود.

## مثال‌ها

تابع پله هویساید یک تابع پله‌ای است که زیاد استفاده دارد.

- یک تابع ثابت مثال کوچکی از یک تابع پله است. در نتیجه، تنها یک فاصله وجود دارد، {\displaystyle A_{0}=\mathbb {R} }.
- تابع هویساید (H(x یک تابع پله مهم است. در پس برخی از آزمون‌های سیگنال یک مفهوم ریاضی نهفته‌است، مثل آنهایی که برای به‌دست آوردن پاسخ پله یک سیستم دینامیکی مورد استفاده قرار می‌گیرند.

تابع مستطیلی، تابع پله‌ای ساده دیگر.

- تابع مستطیلی، صورت نرمال‌شده تابع واگنی یک مثال از تابع پله واحد ساده است و برای مدل کردن تابع پالس مورد استفاده قرار می‌گیرد.

### مثال‌های اشتباه
- تابع جزء صحیح با توجه به این مقاله یک تابع پله نیست، زیرا دارای تعداد بینهایت بازه است. ولی، برخی آن را توابع پله‌ تعریف می‌کنند که دارای تعداد بینهایت بازه است.[۶]

## خواص
- جمع و ضرب دو تابع پله‌ای یک تابع پله‌ای است. حاصلضرب یک تابع پله‌ای با یک عدد نیز همچنان یک تابع پله‌ای است. در نتیجه تابع پله‌ای بر روی اعداد حقیقی یک جبر را تشکیل می‌دهد.
- یک تابع پله‌ای تنها تعداد متناهی از اعداد را می‌پذیرد. اگر فاصله‌های {\displaystyle A_{i},}، به ازای {\displaystyle i=0,1,\dots ,n,} در تعریف بالا از تابع پله متفاوت باشند و جمع آن محور حقیقی باشد، آنگاه به ازای {\displaystyle x\in A_{i}} داریم {\displaystyle f(x)=\alpha _{i}\,}
- انتگرال لبگ یک تابع پله {\displaystyle \textstyle f=\sum \limits _{i=0}^{n}\alpha _{i}\chi _{A_{i}}\,} برابر {\displaystyle \textstyle \int \!f\,dx=\sum \limits _{i=0}^{n}\alpha _{i}\ell (A_{i}),\,} است که {\displaystyle \ell (A)} طول {\displaystyle A,} است و در اینجا فرض می‌کنیم که کل فاصله‌های {\displaystyle A_{i}} دارای طول متناهی هستند. در واقع این تساوی (که به ما به عنوان تعریف به آن نگاه می‌کنیم) می‌توانند اولین قدم در ساخت انتگرال لبگ هستند.[۷]